# Хоментув-Щиґел
Хоментув-Щиґел (пол. Chomentów-Szczygieł) — село в Польщі, у гміні Скаришев Радомського повіту Мазовецького воєводства.
Населення — 102 особи (2011).
У 1975-1998 роках село належало до Радомського воєводства.

## Демографія
Демографічна структура станом на 31 березня 2011 року:
|          | Загалом | Допрацездатний вік | Працездатний вік | Постпрацездатний вік |
| -------- | ------- | ------------------ | ---------------- | -------------------- |
| Чоловіки | 46      | 10                 | 31               | 5                    |
| Жінки    | 56      | 17                 | 31               | 8                    |
| Разом    | 102     | 27                 | 62               | 13                   |